# Resolução 118 do Conselho de Segurança das Nações Unidas
Resolução 118 do Conselho de Segurança das Nações Unidas, foi aprovada em 13 de outubro de 1956, depois de constatar as declarações feitas antes que as contas do desenvolvimento das conversações exploratórias sobre a questão de Suez dada pelo Secretário-Geral e o Ministro das Relações Exteriores do Egito, França e do Reino Unido, o Conselho concordou que qualquer solução da questão de Suez deve atender aos seguintes requisitos:
1. Deve haver trânsito livre e aberto através do Canal sem discriminação, ostensiva ou dissimulada, abrangendo tanto os aspectos políticos e técnicos;
2. A soberania do Egito deve ser respeitada;
3. A operação do Canal deve ser isolada a partir da política de qualquer país;
4. Uma boa parte das dívidas deve ser atribuída ao desenvolvimento;
5. No caso de conflitos, os assuntos não resolvidos entre a Companhia do Canal de Suez e o Governo egípcio deve ser resolvido por arbitragem, com condições adequadas de referência e de disposições adequadas para o pagamento de quantias consideradas devidas.

Foi aprovada por unanimidade.